# Ипупиара
Ипупиара (порт. Ipupiara) — муниципалитет в Бразилии, входит в штат Баия. Составная часть мезорегиона Юго-центральная часть штата Баия. Входит в экономико-статистический микрорегион Бокира. Население составляет 9954 человека на 2021 год. Занимает площадь 1179,535 км². Плотность населения — 7,6 чел./км².
Покровителем города считается Иоанн Креститель. Праздник города — 9 августа.

## История
Город основан в 1792 году.

## Статистика
- Валовой внутренний продукт на 2003 год составляет 14 822 151,00 реалов (данные: Бразильский институт географии и статистики).
- Валовой внутренний продукт на душу населения на 2003 год составляет 1695,70 реалов (данные: Бразильский институт географии и статистики).
- Индекс развития человеческого потенциала на 2000 год составляет 0,670 (данные: Программа развития ООН).

## География
Климат местности: тропический.